# Ginostra
Pour plus de détails, voir Fiche technique et Distribution.
Ginostra est un film franco-italo-américain réalisé par Manuel Pradal, sorti en 2002.

## Synopsis
Matt Benson est un enquêteur du FBI qui mène une enquête sur l'île de Ginostra, dominée par son volcan menaçant et en collaboration avec la police italienne sur une affaire de règlement de comptes entre mafieux locaux. Une famille a été exécutée et seul le jeune Ettore, âgé de onze ans, est rescapé et aimerait se venger. Benson accueille le garçon dans la  maison qu'il loue en compagnie de sa femme sur l'île afin d'obtenir des renseignements de l'enfant. Mais des liens obscurs lient le policier américain avec d'autres habitants de l'île et les motivations des uns et des autres, tout comme celles de la police italienne impuissante devant la mafia ne sont pas simples à comprendre.

## Fiche technique
- Titre : Ginostra
- Réalisation : Manuel Pradal
- Scénario : Manuel Pradal

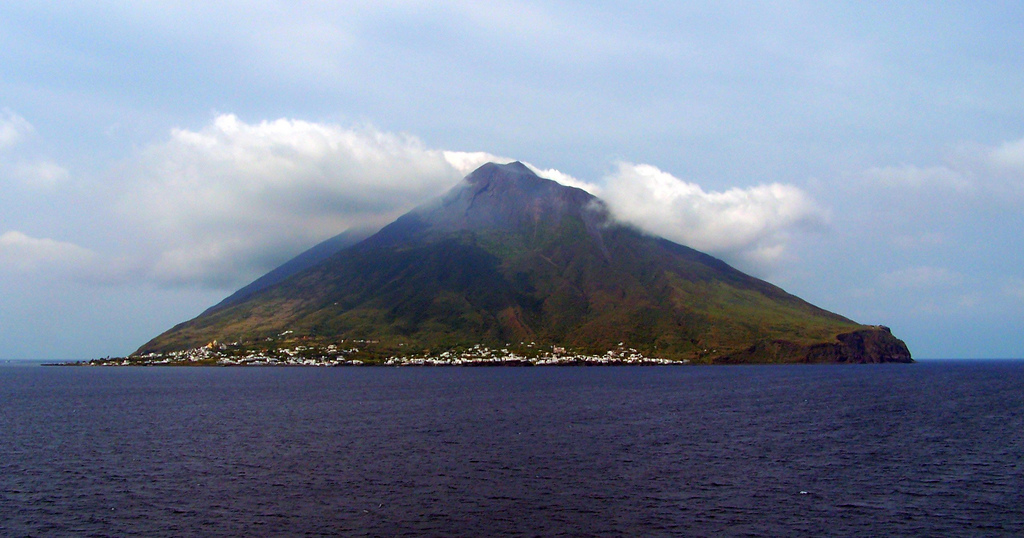
Le Stromboli appelé dans le film île de Ginostra

- Production : Conchita Airoldi, John Fasano, Jean-François Fonlupt et Pascal Judelewicz
- Musique : Carlo Crivelli
- Photographie : Maurizio Calvesi
- Montage : Valérie Deseine
- Pays d'origine :  France -  Italie -  États-Unis
- Format : couleurs - 2,35:1 - Stéréo
- Genre : policier et drame
- Durée : 135 minutes
- Dates de sortie : 
  - Canada : 13 septembre 2002 (Festival de Toronto)
  - France : 29 janvier 2003

## Distribution
- Harvey Keitel : Matt Benson
- Andie MacDowell : Jessie
- Francesca Neri : Elena Gigli
- Stefano Dionisi : Giovanni Gigli
- Harry Dean Stanton : Del Piero
- Mattia De Martino : Ettore Greco
- Asia Argento : la religieuse
- Maurizio Nicolosi : Manzella
- Angela Goodwin : la mère supérieure
- Luigi Maria Burruano : l'oncle d'Ettore
- Veronica Lazar : Suzanna Del Piero
- Mirella Mezzeranghi : Paola
- Tony Palazzo : Stefano Greco
- Violante Placido : l'infirmière
- Danielle Marie Valenti : Tina
- Marino Masè : le gardien de nuit

## Autour du film
Ginostra est en réalité le nom d'un village au Sud-Ouest de l'île de Stromboli seulement rejoignable par un difficile sentier depuis le sommet, ou par la mer ; l'hiver il n'y réside qu'une dizaine d'habitants. Ginostra s'enorgueillit du titre de porto piu piccolo d'Italia (plus petit port d'Italie). Le film en montre des vues par hélicoptère, ainsi que quelques séquences spectaculaires d'éruptions volcaniques qui sont en réalité celles de l'Etna en juillet 2001.